# Jan Margarit Solé
Jan Margarit Solé (Matadepera, Vallès Occidental, 19 de novembre de 1997) és un esquiador, corredor de fons i corredor de muntanya català.
Jan Margarit, corredor de 'La Sportiva Mountain Running Team', ha estat lligat des de molt jove a la muntanya, des dels catorze anys. Nascut a Matadepera, va començar practicant diversos esports, vom el hoquei herba, tennis o la bicicleta de muntanya, fins que amb 14 anys va traslladar tots els seus esforços a la muntanya. Va entrar al Centre de Tecnificació de Carreres per Muntanya de la Federació d'Entitats Excursionistes de Catalunya (FEEC), i a poc a poc ha anat progressant en el trail running fins a fer-se un nom, sense deixar de compaginar el trail running i l'esquí de muntanya, tal com fa Kilian Jornet. De fet, diversos mitjans l'han anomenat com el futur Kilian Jornet. Margarit aprofita l'hivern per aparcar una mica les curses a peu per la muntanya i practicar dos dels seus esports favorits més, com són l'esquí de muntanya i l'esquí de fons. El 2016 va fer el salt a nivell internacional i va deixar constància de la seva classe allà on va competir. Després de passar pel Centre de Tecnificació de Carreres per Muntanya de la Federació Catalana, el seu progrés al trail ha estat notable fins al punt que va ser subcampió de la Copa del Món de Quilòmetre Vertical el 2016. Conegut mundialment pels seus èxits al món del trail running, va debutar el 2015 guanyant la majoria de les categories juvenils nacionals d'Espanya. Especialista en el sector de les skyraces, ha guanyat alguns podis importants a les 'Skyrunning World Series', recollint immediatament el reconeixement dels grans noms de la disciplina. Malgrat els pocs anys que porta en competició, Jan Margarit acumula un palmarès d’èxit amb victòries com la Dolomites Skyrace, la Comapedrosa Skyrace, l’Olla de Núria o La Trail Cap de Creus. Així mateix el 2017 va quedar en tercera posició al campionat del món de curses de muntanya. i aconseguí el títol de campió al Campionat del Món juvenil en el 'KV Arinsal 2017'. L'abril de 2021 es va proclamar campió d'Espanya de trail running, displina atlètica que consisteix en curses per la muntanya, a l’imposar-se al circuit de 16 quilòmetres del Parc Natural de las Dunas de Liencres, a Cantàbria, amb un desnivell acumulat de 540 metres. Margarit va completar el recorregut en una hora, dos minuts i 26 segons. L'agost del 2022 va quedar primer classificat en la nova prova de la Ultra-Trail du Mont-Blanc (UTMB), l'Experience Trail Courmayeur (ETC), una prova de 15 km. 1.300 metres de desnivell positiu, impossant-se amb un temps de 1 hora, 24 minuts i 5 segons.